# Echinogurges
Echinogurges is een geslacht van weekdieren uit de klasse van de Gastropoda (slakken).

## Soorten
- Echinogurges anoxius (Dall, 1927)
- Echinogurges clavatus (Watson, 1879)
- Echinogurges tuberculatus Quinn, 1991
- Echinogurges tubulatus (Dall, 1927)